# St. Petrus und Paulus (Herringen)

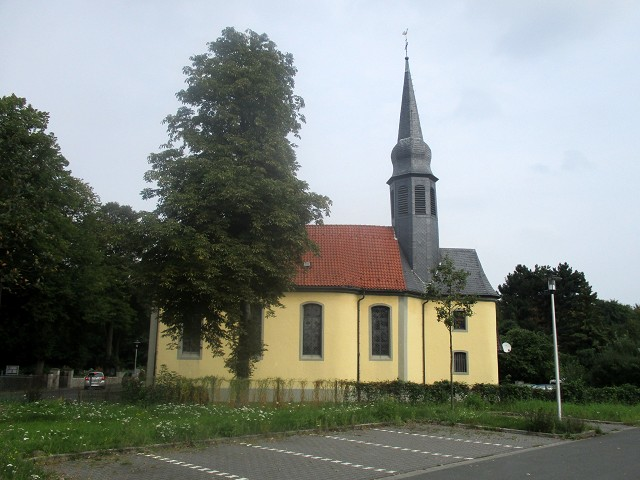
Ansicht von Süden

Die katholische Kapelle St. Petrus und Paulus ist ein denkmalgeschütztes Kirchengebäude am Kapellenweg 102 in Herringen, einem Stadtbezirk von Hamm in Nordrhein-Westfalen.

## Geschichte und Architektur
Die dreiachsige Saalkirche mit eingezogenem Chor im 5/8-Schluss wurde von 1771 bis 1775 errichtet. Die Sakristei ist im Osten angebaut. Der schlichte Putzbau ist mit einem hohen, achtseitigen Dachreiter bekrönt. Das Langhaus und der Sakristeianbau sind abgerundet. Westlich, im risalitartig vorgezogenem Eingangsbereich, hängt eine Inschrifttafel. Das Fenstergewände mit Eisenanker stammt vom abgegangenen Schloss Stockum und ist mit 1771 bezeichnet. Im Innenraum wurde eine einfache Flachdecke eingezogen. Im Chor ruht ein Gratgewölbe über Konsolen.

## Ausstattung
Die Ausstattung aus der Erbauungszeit wurde geschlossen in einem braunen Grundton gefasst.
- Die Kanzel steht in einer eigenwilligen Verbindung mit dem Gestühl und dem Beichtstuhl.
- Der Taufstein vom 12. Jahrhundert, vom Bentheimer Typ und mit vier Löwen am Sockel, ist mit Rankenfries geschmückt.
- Die Orgel wurde 1836 von Heinrich Wilhelm Breidenfeld eingebaut.
- In der sogenannten Paterkammer im Obergeschoss des Sakristeianbaus befindet sich ein Schrankeinbau mit Bettstatt.
- Die Glocke wurde im 14. Jahrhundert gegossen. Sie ist auf den Ton C3+4 gestimmt.